# Сабри Сулејман
Сабри Сулејман (Скопље, 8. мај 1932 — Скопље, 1. фебруар 2001) био је југословенски и македонски глумац натуршчик. Славу је стекао култним ликом Грге Питића у филму Емира Кустурице Црна мачка, бели мачор.

## Биографија
Рођен је у Скопљу у сиромашној породици. Након завршетка шестог разреда основне школе је кратко радио у Вардар филму као помоћни радник у сценографији, где је највећи ангажман имао у култном македонском филму Солунски атентатори из 1961.
Убрзо одлази у Загреб где се запослио у ромском салону за фарбање кожних јакни и чишћења ципела. Пошто је важио за жестоког момка добио је надимак „Кум Драган”.
Након земљотреса у Скопљу се враћа у Македонију и запошљава у Геолошком заводу где остаје до пензије.
Преминуо је двадесет година након супруге у фебруару 2001. Иза себе је оставио два сина и једну ћерку који живе у Немачкој и Француској.

#### Глумачка каријера
На филмском платну се првенствено појавио као статиста у филму Циганска магија из 1997, у којем је био и помоћник у сценографији.
За филм Црна мачка, бели мачор из 1998. агенти Емира Кустурице су тражили лик који асоцира на филмске карактере из 60-тих година италијанских филмова. Позван је у Београд на аудицију где је само пребацио ногу преко ноге, куцао прстима на рукохвату фотеље и тиме добио култну улогу Грге Питића, шефа ромског мафијашког клана.

## Улоге
| Год.  | Назив                 | Улога                                          |
| ----- | --------------------- | ---------------------------------------------- |
| 1997. | Циганска магија       | Гледалац у биоскопу који каже сад долази тигар |
| 1998. | Црна мачка бели мачор | Грга Питић                                     |